# ريكي ليتل
ريكي ليتل (بالإنجليزية: Ricky Little)‏ (20 مايو 1989 باسكتلندا في المملكة المتحدة - ) هو لاعب كرة قدم بريطاني في مركز الدفاع. لعب مع نادي بارتيك ثيسل وArdrossan Winton Rovers F.C. ‏ ونادي اربوراث ونادي كوينز بارك.

## وصلات خارجية
- ريكي ليتل على موقع قاعدة بيانات كرة القدم.إي يو (الإنجليزية)
- ريكي ليتل على موقع Soccerbase.com (لاعب) (الإنجليزية)